# Henrik Westman
Henrik Gösta Westman, född 1 oktober 1940 i Oscars församling i Stockholm, död 15 augusti 2019 i Täby, var en svensk politiker (moderat). Han var ordinarie riksdagsledamot 1998–2006, invald för Stockholms läns valkrets.
I riksdagen var Westman ledamot i arbetsmarknadsutskottet 2001–2006. Han var även suppleant i arbetsmarknadsutskottet, kulturutskottet, skatteutskottet och socialutskottet.
Han var kansliråd.